# فرزندان زمان
فرزندان زمان (انگلیسی: Children of Time)، یک رمان علمی–تخیلی از آدرین چایکوفسکی است که در سال ۲۰۱۵ به چاپ رسید و موفق شد برنده جایزه آرتور سی. کلارک در سال ۲۰۱۵ شود. در سال ۲۰۱۹، دنباله‌ای با نام فرزندان خرابه، برای آن چاپ شد.

## داستان
داستان دربارهٔ پروژه دکتر آورانا کِرن، با نام برین ۲، است. در این پروژه قرار است که میمون‌هایی را در بازه‌ای طولانی‌مدت در معرض نانوویروس‌هایی قرار دهند که نهایتاً تکامل آنها را سریع‌تر کند. در هنگام افتتاح، بر اثر یک انفجار تروریستی، تمام ایستگاه مداری پروژه از بین می‌رود و تنها دکتر کرن موفق می‌شود در یک کپسول نجات زنده بماند. نانوویروس‌های باقی‌مانده بر سیاره‌ای که ایستگاه در مدار آن قرار داشت پخش می‌شوند و باعث تکامل بسیار سریع گونه‌ای از عنکبوت‌های سیاره می‌شوند.
دکتر کرن بارها، در طول ده‌ها هزار سال در کپسول خود از خواب مصنوعی بیدار می‌شود و بر تکامل عنکبوت‌ها نظارت می‌کند تا زمانی‌که موفق می‌شوند با او تماس بگیرند و او راهنمایشان در مسیر توسعه تکنولوژی‌های جدید می‌شود. در این هنگام یک سفینه از زمین با نام گیلگمش، که تنها انسان‌های باقی‌مانده را در انبار خود در حالت خواب مصنوعی دارد به سیاره می‌رسد و تلاش می‌کند تا وارد سیاره شود اما دکتر کرن جلوی آنها را می‌گیرد و آنها را مجبور می‌کند به سیاره‌ای در منظومه‌ای دیگر بروند. اما پس از رفتن به دنبال مقصدی که موفق‌آمیز نیست، آنها قصد بازگشت دوباره به سیاره کرن و مقابله با او را می‌کنند و برای این کار با آخرین منابع باقی‌مانده در سفینه خود آماده نبرد می‌شوند.